# Râle à collier
Hypotaenidia torquatus
Espèce
Statut de conservation UICN

 LC  : Préoccupation mineure
Le Râle à collier (Hypotaenidia torquatus) est une espèce d'oiseaux de la famille des Rallidae.

## Répartition
Cet oiseau est répandu à travers les Philippines, l'archipel des Célèbes (Indonésie) et Salawati (Nouvelle-Guinée occidentale).